# Różanna (województwo łódzkie)
Różanna – wieś w Polsce położona w województwie łódzkim, w powiecie opoczyńskim, w gminie Opoczno. Około 3 km od Opoczna.
| SIMC    | Nazwa   | Rodzaj    |
| ------- | ------- | --------- |
| 0547431 | Dębinki | część wsi |

W latach 1975–1998 miejscowość położona była w województwie piotrkowskim. 
Znajduje się tam sklep spożywczy wraz ze świetlicą. Na Różannej znajduje się Chata Opoczyńska. Obie wsie liczą ponad 100 mieszkańców. 
Wierni kościoła rzymskokatolickiego należą do parafii św. Bartłomieja w Opocznie.